# Tribohmer Bach
Der Tribohmer Bach ist ein 12 Kilometer langer Fluss in Mecklenburg-Vorpommern. Er fließt in westliche Richtung, im Mittellauf auch durch den namensgebenden Ort Tribohm, und mündet in die Recknitz. 
Der Tribohmer Bach wurde mehreren Fließgewässertypen zugeordnet:
- Sandgeprägter Tieflandbach (Typ 14) im Oberlauf bis hinter Tribohm
- Kiesgeprägter Tieflandbach (Typ 16) im Mittellauf
- Organisch geprägter Bach (Typ 11) im Unterlauf

Der Unterlauf liegt zudem im Naturschutzgebiet Unteres Recknitztal.